# Biätare (familj)
Denna artikel avhandlar familjen biätare, för arter se biätare
Biätare (Meropidae) är en familj med fåglar som tillhör ordningen praktfåglar. Flertalet återfinns i Afrika men de häckar även i södra Europa, på Madagaskar, i Australien och på Nya Guinea. De känns igen på sin färggranna fjäderdräkt, smala kroppsform, nedåtböjda näbb, spetsiga vingar och vanligtvis förlängda centrala stjärtfjädrar. På håll ger de i flykten ett svalliknande intryck.   

## Ekologi
Precis som deras namn indikerar äter biäatarna främst insekter som bin, getingar, flygmyror och andra flygande insekter som fångas i flykten. De jagar visserligen nästan alla flygande insekter men deras främsta näringskälla utgörs av honungsbin inom släktet apis. Innan de äter insekten så avlägsnas gadden genom att upprepade gånger slå insekten mot en hård yta. Under denna process extraheras även merparten av giftet ur insektens kropp genom att fågeln trycker med näbben på kroppen. Noteras bör också att fåglarna inom familjen ignorerar de insekter som landar och jagar bara flygande insekter.
Biätare är flockfåglar och häckar i kolonier i tunnlar som grävs ut ur sandbankar. Äggen är vita och de lägger oftast mellan två och nio per kull, beroende på art. Merparten av arterna lever i monogama förhållanden och båda föräldrar tar hand om sina ungar.

## Systematik
Familjen biätare delas ofta upp i två underfamiljer: Nyctyornithinae, som ibland har behandlats som den egna familjen Nyctyornithidae, och de "typiska biätarna" Meropinae.

### Arter i taxonomisk ordning
Efter AviList:
- Släkte Nyctyornis
  - Rödskäggig biätare (Nyctyornis amictus)
  - Blåskäggig biätare (Nyctyornis athertoni)
- Släkte Meropogon
  - Sulawesibiätare (Meropogon forsteni)
- Släkte Merops
  - Svarthuvad biätare (Merops breweri)
  - Vitpannad biätare (Merops bullockoides)
  - Rödstrupig biätare (Merops bulocki)
  - Somaliabiätare (Merops revoilii)
  - Miombobiätare (Merops boehmi)
  - Svart biätare (Merops gularis)
  - Blåhuvad biätare (Merops muelleri)
  - Mustaschbiätare (Merops mentalis)
  - Blåkragad biätare (Merops variegatus)
  - Dvärgbiätare (Merops pusillus)
  - Svalstjärtad biätare (Merops hirundineus)
  - Etiopienbiätare (Merops lafresnayii)
  - Bergbiätare (Merops oreobates)
  - Vitstrupig biätare (Merops albicollis)
  - Rosenbiätare (Merops malimbicus)
  - Nordlig karminbiätare (Merops nubicus)
  - Sydlig karminbiätare (Merops nubicoides)
  - Rosthuvad biätare (Merops leschenaulti)
  - Blåstrupig biätare (Merops viridis)
  - Filippinbiätare (Merops americanus)
  - Sahelbiätare (Merops viridissimus)
  - Arabisk biätare (Merops cyanophrys)
  - Orientbiätare (Merops orientalis) – inkluderade tidigare viridissimus och cyanophrys, under namnet grön dvärgbiätare
  - Biätare (Merops apiaster)
  - Regnbågsbiätare (Merops ornatus)
  - Blåstjärtad biätare (Merops philippinus)
  - Olivgrön biätare (Merops superciliosus)
  - Grön biätare (Merops persicus)